# EM i ishockey 1995 (kvinder)
Europamesterskabet i ishockey for kvinder 1995 var det fjerde EM i ishockey for kvinder. Mesterskabet blev arrangeret af IIHF, og siden sidste EM var deltagerantallet steget fra 11 til 14 hold. Mesterskabet blev afviklet i to niveauer: A-EM med deltagelse af seks hold blev spillet i Riga, Letland den 20. – 25. marts 1995, mens de resterende otte hold spillede B-EM i Esbjerg, Odense og Gentofte i Danmark i perioden 27. – 31. marts 1995.
EM-guldet blev for fjerde gang i træk vundet af de forsvarende mestre fra Finland foran Sverige, som dermed vandt sølvmedaljer for fjerde gang i træk. Bronzemedaljerne blev vundet af Schweiz, og det var holdets bedste EM-placering indtil da.

## A-EM
A-Europamesterskabet blev spillet i Riga, Letland i perioden 20. – 25. marts 1995. Mesterskabet havde deltagelse af seks hold, som spillede en enkeltturnering alle-mod-alle. Holdet, der sluttede som nr. 6, rykkede ned i B-gruppen.
| Dato  | Kamp               | Res. | Perioder      |
| ----- | ------------------ | ---- | ------------- |
| 20.3. | Sverige - Norge    | 5−0  | 2-0, 2-0, 1-0 |
| 20.3. | Finland - Tyskland | 13−2 | 6-0, 3-2, 4-0 |
| 20.3. | Letland - Schweiz  | 1−3  | 0-2, 1-1, 0-0 |
| 21.3. | Finland - Norge    | 12−0 | 4-0, 6-0, 2-0 |
| 21.3. | Sverige - Schweiz  | 7−0  | 1-0, 5-0, 1-0 |
| 21.3. | Letland - Tyskland | 4−5  | 1-3, 0-1, 3-1 |
| 22.3. | Finland - Schweiz  | 10−0 | 2-0, 6-0, 2-0 |
| 22.3. | Norge - Tyskland   | 5−1  | 2-1, 2-0, 1-0 |
| 22.3. | Letland - Sverige  | 0−8  | 0-4, 0-2, 0-2 |
| 24.3. | Sverige - Tyskland | 7−1  | 2-0, 2-1, 3-0 |
| 24.3. | Schweiz - Norge    | 2−0  | 0-0, 1-0, 1-0 |
| 24.3. | Letland - Finland  | 0−17 | 0-4, 0-8, 0-5 |
| 25.3. | Tyskland - Schweiz | 2−6  | 0-1, 0-3, 2-2 |
| 25.3. | Letland - Norge    | 0−2  | 0-0, 0-2, 0-0 |
| 25.3. | Finland - Sverige  | 9−0  | 4-0, 3-0, 2-0 |

| Plac.  | Hold     | Kampe | Mål       | Point |
| ------ | -------- | ----- | --------- | ----- |
| Guld   | Finland  | 5     | 61-21     | 10    |
| Sølv   | Sverige  | 5     | 127-100   | 8     |
| Bronze | Schweiz  | 5     | 0011-2011 | 6     |
| 4.     | Norge    | 5     | 07-20     | 4     |
| 5.     | Tyskland | 5     | 0011-3511 | 2     |
| 6.     | Letland  | 5     | 05-35     | 0     |

### Medaljevindere
Tekst mangler, hjælp os med at skrive teksten

## B-EM
B-Europamesterskabet blev spillet i Esbjerg, Odense og Gentofte i Danmark den 27. – 31. marts 1995. Turneringen havde deltagelse af otte hold, og de spillede først en indledende runde i to grupper med fire hold. Vinderne af de to grupper mødtes i B-EM-finalen, de to toere gik videre til bronzekampen, treerne dystede om 5.-pladsen, mens de to firere måtte tage til takke med at spille om 7.-pladsen.

### Indledende runde

#### Gruppe A
Kampene i gruppe A blev spillet i Odense.
| Dato  | Kamp                       | Res. | Perioder       |
| ----- | -------------------------- | ---- | -------------- |
| 27.3. | Slovakiet - Storbritannien | 4−1  | 2-0, 0-0, 2-1  |
| 27.3. | Danmark - Holland          | 6−0  | 2-0, 1-0, 3-0  |
| 28.3. | Slovakiet - Holland        | 4−4  | 1-1, 2-2, 1-1  |
| 28.3. | Danmark - Storbritannien   | 14−1 | 4-0, 0-0, 10-1 |
| 30.3. | Holland - Storbritannien   | 7−2  | 4-1, 0-1, 3-0  |
| 30.3. | Danmark - Slovakiet        | 3−1  | 1-0, 2-1, 0-0  |

| Hold           | Kampe | Mål     | Point |
| -------------- | ----- | ------- | ----- |
| Danmark        | 3     | 23-20   | 6     |
| Slovakiet      | 3     | 9-8     | 3     |
| Holland        | 3     | 011-121 | 3     |
| Storbritannien | 3     | 04-25   | 0     |

#### Gruppe B
Kampene i gruppe B blev spillet i Esbjerg.
| Dato  | Kamp                | Res. | Perioder      |
| ----- | ------------------- | ---- | ------------- |
| 27.3. | Rusland - Tjekkiet  | 8−1  | 3-0, 3-0, 2-1 |
| 27.3. | Frankrig - Ukraine  | 7−1  | 2-0, 1-1, 4-0 |
| 28.3. | Tjekkiet - Ukraine  | 7−1  | 2-1, 4-0, 1-0 |
| 28.3. | Rusland - Frankrig  | 15−0 | 8-0, 4-0, 3-0 |
| 30.3. | Frankrig - Tjekkiet | 2−7  | 0-1, 2-4, 0-2 |
| 30.3. | Rusland - Ukraine   | 14−0 | 6-0, 2-0, 6-0 |

| Hold     | Kampe | Mål     | Point |
| -------- | ----- | ------- | ----- |
| Rusland  | 3     | 137-100 | 6     |
| Tjekkiet | 3     | 115-110 | 4     |
| Frankrig | 3     | 09-23   | 2     |
| Ukraine  | 3     | 14-12   | 0     |

### Placeringskampe
| Dato               | Kamp                     | Res. | Perioder      | Spillested |
| ------------------ | ------------------------ | ---- | ------------- | ---------- |
| Kamp om 7.-pladsen |                          |      |               |            |
| 31.3.              | Storbritannien - Ukraine | 2−0  | 0-0, 1-0, 1-0 | Esbjerg    |
| Kamp om 5.-pladsen |                          |      |               |            |
| 31.3.              | Holland - Frankrig       | 3−4  | 1-2, 0-0, 2-2 | Esbjerg    |
| Bronzekamp         |                          |      |               |            |
| 31.3.              | Tjekkiet - Slovakiet     | 7−1  | 3-0, 3-0, 1-1 | Gentofte   |
| Finale             |                          |      |               |            |
| 31.3.              | Danmark - Rusland        | 0−4  | 0-2, 0-1, 0-1 | Gentofte   |

| Samlet rangering | Samlet rangering |
| ---------------- | ---------------- |
| 7.               | Rusland          |
| 8.               | Danmark          |
| 9.               | Tjekkiet         |
| 10.              | Slovakiet        |
| 11.              | Frankrig         |
| 12.              | Holland          |
| 13.              | Storbritannien   |
| 14.              | Ukraine          |

## Samlet rangering
| A-EM 1995 | A-EM 1995 |
| --------- | --------- |
| Guld      | Finland   |
| Sølv      | Sverige   |
| Bronze    | Schweiz   |
| 4.        | Norge     |
| 5.        | Tyskland  |
| 6.        | Letland   |

| B-EM 1995 | B-EM 1995      |
| --------- | -------------- |
| 7.        | Rusland        |
| 8.        | Danmark        |
| 9.        | Tjekkiet       |
| 10.       | Slovakiet      |
| 11.       | Frankrig       |
| 12.       | Holland        |
| 13.       | Storbritannien |
| 14.       | Ukraine        |